# Sistrurus
Nombre común: víbora-cascabel pigmea.
Sistrurus es un género de serpientes venenosas que pertenecen a la subfamilia de las víboras de foseta. Se encuentran en Canadá, los Estados Unidos y México. 
El nombre científico es una forma latinizada de la palabra griega para "cascabel de cola" (Σείστρουρος, Seistrouros), y comparte su raíz con un antiguo instrumento musical de Egipto, el sistro. El género se conforma de tres especies reconocidas.

## Descripción
Las especies de Sistrurus difieren de las otras serpientes de cascabel (Crotalus) en varios aspectos. Tienen un tamaño más pequeño (en general 40-80 cm) y una escamación diferente: los miembros del género Sistrurus tienen nueve grandes placas de cabeza (igual que el género Agkistrodon), mientras que en el género Crotalus (y casi todas los demás vipéridos) la cabeza es cubierta de un gran número de escamas pequeñas. El género Sistrurus tiene un cascabel relativamente pequeño que produce un sonido más alto que las del género Crotalus.

## Distribución geográfica
Se encuentra en el sureste de Canadá, el este y el noroeste de los Estados Unidos, y en el norte y el centro de México en poblaciones aisladas.

## Veneno
Aunque las mordeduras de las especies de Sistrurus se consideran menos peligrosos para los seres humanos, debido principalmente al bajo rendimiento de veneno, cada mordedura de serpiente venenosa debe ser considerada como un hecho serio y es siempre necesario buscar tratamiento médico.

## Especies
| Especies      | Autor taxón        | Subesp.* | Nombre común             | Distribución geográfica |
| ------------- | ------------------ | -------- | ------------------------ | --- |
| S. catenatus  | (Rafinesque, 1818) | 3        | cascabel pigmea-norteña  | Norteamérica en el sureste de Ontario (Canadá) y el oeste de Nueva York al suroeste para el sureste de Arizona ( EE. UU.) y el norte de Tamaulipas (México). En México existen poblaciones aisladas en el sur de Nuevo León y centro-norte de Coahuila. Se presenta en diversos tipos de hábitats que van desde pantanos y praderas, por lo general por debajo de 1500 m de altitud. |
| S. miliariusT | (Linnaeus, 1766)   | 2        | cascabel pigmea          | El sureste de los Estados Unidos desde el este y el sur de Carolina del Norte hacia el sur peninsular a través de Florida, Oklahoma y el este de Texas. Ocurre en bosques (flatwoods), ecosistemas arenosos (sandhills), bosques mixtos, llanuras y alrededor de pantanos y lagos.                                                                                                   |
| S. ravus      | (Cope, 1865)       | 2        | cascabel pigmea-mexicana | Las montañas del centro y sur de México, al oeste del Istmo de Tehuantepec, en la parte sureste del altiplano mexicano, en las montañas de Morelos, Tlaxcala, Puebla, Veracruz, Oaxaca y la Sierra Madre del Sur en Guerrero. |

*) No se incluye las subespecies nominales.

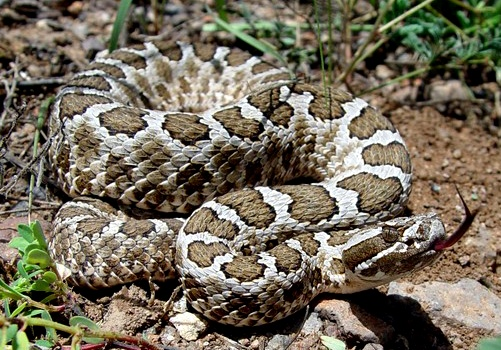
Sistrurus catenatus

T) Especie tipo.